# Lautsprechergehäuse
Ein Lautsprechergehäuse dient zur Montage von Lautsprechern. Je nach Bauform beeinflusst es maßgeblich die Wiedergabecharakteristik und/oder die Belastbarkeit der eingesetzten Schallwandler. Vor allem im Tieftonbereich wird es zur Vermeidung eines akustischen Kurzschlusses eingesetzt, wobei der von der Rückseite abgestrahlte Schall unterschiedlich genutzt wird.
Die Einheit von Lautsprecher(n), Gehäuse und üblicherweise nötiger Lautsprecherweiche (nebst eventuell eingebauter Verstärker, siehe Aktivbox) wird als Lautsprecherbox bezeichnet.
Das Lautsprechergehäuse hat dabei im Wesentlichen drei Funktionen:
- Aufstellung. Die Chassis werden durch das Aufstellen der Lautsprecherbox in eine geeignete Lage gebracht. Das betrifft Abstrahlwinkel wie auch Abstände zum Boden. Bei Nicht-Standlautsprechern (das können auch große Regallautsprecher sein) gehört zu einer optimalen Aufstellung noch der Lautsprecherständer oder die Wandbefestigung.
- Schallführung des rückwärtigen Schalls. Um Frequenzen wiederzugeben, deren Wellenlänge größer als der Membrandurchmesser ist, ist es notwendig, den Luftaustausch zwischen Vorder- und Rückseite (sog. akustischer Kurzschluss) zu behindern oder über Resonatoren geeignet zu gestalten. Dieser Punkt wird unter Lautsprechergehäuse (1) behandelt.
- Schallführung des Schalls der Vorderseite. Die unmittelbare Umgebung eines Chassis ist entscheidend für den Frequenzgang und die Richtung der Schallabstrahlung. Dieser Punkt wird unter Lautsprechergehäuse (2) behandelt.

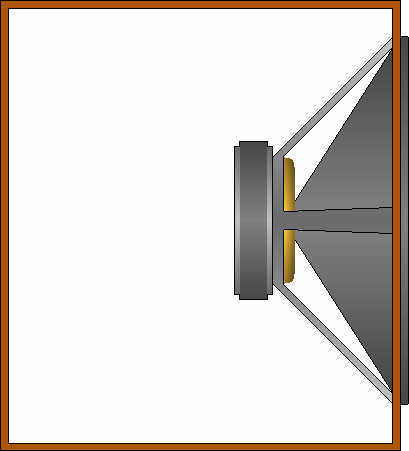
Schematische Darstellung eines Lautsprechers in einem geschlossenen Gehäuse

## Gehäuseformen

### (Offene) Schallwand

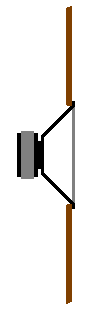
Offene Schallwand

Um den Druckausgleich zwischen Vorderseite und Rückseite zu unterbinden, wäre es am besten, das Chassis in eine unendliche Schallwand einzubauen. Dieses Konstrukt wird wie der Einbau in eine unendlich große Box für theoretische Betrachtungen verwendet (z. B. Resonanzfrequenz auf unendlicher Schallwand). In der Praxis muss man sich mit endlichen Schallwänden begnügen.
Endliche Schallwände unterbinden den akustischen Kurzschluss nur teilweise. Unter einer gewissen Grenzfrequenz kommt es vermehrt zum Druckausgleich zwischen Vorder- und Rückseite, der zu einem Abfall von 6 dB/oct führt. Zusammen mit dem Verhalten unterhalb der Resonanzfrequenz von 12 dB/oct führt dieses zu einem asymptotischen Verhalten von 18 dB/oct am unteren Ende des Übertragungsbereichs.
Endliche Schallwände sind üblich in Wiedergabegeräten mit eingebauten Lautsprechern, z. B.
- Röhrenempfänger („Dampfradio“)
- Mono-Transistorradios
- tragbare Wiedergabegeräte mit Lautsprecher
- Fernsehgeräte mit Bildröhre
- Gitarren/Instrumentenverstärkern

Offene Schallwände kommen auch zum Einsatz bei modernen Dipollautsprechern oder Lautsprechern im Retrodesign.

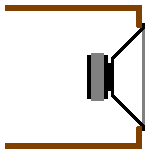
Offene Schallwand (gefaltet)

Gefaltet lassen sich die Abmessungen deutlich reduzieren, allerdings werden diese Konstruktionen für Hohlraumresonanzen empfindlicher und müssen ggf. akustisch bedämpft werden.
Asymptotisches Verhalten: 6 dB/oct ab Eintreten des Akustischen Kurzschlusses, 12 dB/oct unterhalb der Resonanzfrequenz, 18 dB/oct, wenn beide Kriterien erfüllt sind.
Vorteil: Kein Einfluss Gehäuse → Lautsprecher
Nachteil: Um Frequenzen unterhalb von 100 Hz zu übertragen, müssen Schallwände sehr groß sein.
Sinnvolle Abstimmung bei Aktivboxen: Bass-Bereich mit Equalizer um den 6 dB-Abfall aufzufangen.

### Geschlossenes Gehäuse

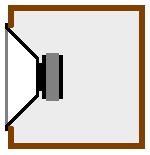
Geschlossenes Gehäuse

Das Chassis wird in ein (möglichst) luftdicht abgeschlossenes Gehäuse eingebaut. Gegenüber Schallwänden moderater Größe wird dadurch der akustische Kurzschluss zuverlässig unterbunden. Allerdings bekommt das Chassis durch die Federwirkung des abgeschlossenen Hohlraums eine weitere Komponente hinzu, die die Resonanzfrequenz erhöht. Zum Einbau in geschlossene Gehäuse verwendet man daher Chassis, die eine niedrige Freiluftresonanz aufweisen.
Der Innenraum kann zur Verringerung von stehenden Wellen bedämpft werden. Ideal ist eine reichliche Bedämpfung mit wärmespeicherndem Material, das die weitgehend adiabatische Kompression in eine weitgehend isotherme Kompression umwandelt. In Luft bedeutet das eine effektive Erhöhung des Innenvolumens um den Faktor 1,4.
Asymptotisches Verhalten: 12 dB/oct unterhalb der Resonanzfrequenz
Vorteile:
- Einfacher Aufbau
- Einfach abzustimmen
- Wiedergabe von tiefen Frequenzen mit weniger Verzerrungen, wenn auch mit verringerter Amplitude möglich
- Keine Strömungsgeräusche
- Linearerer Verlauf des Phasenganges und der Gruppenlaufzeit im unteren Einsatzbereich
- Sauberer Klang durch aktive Entzerrung (Frequenzgangkorrektur) der Boxen möglich

Nachteile:
- Die Box bringt insgesamt weniger Pegel, weil der rückwärtig vom Chassis abgestrahlte Schall in Wärme umgewandelt wird.
- Geringerer Maximalpegel in der Nähe der Resonanzfrequenz des Systems
- Zeitiger Abfall des Freifeld-Amplitudenfrequenzgangs.

Sinnvolle Abstimmung:
- Bei Aktivboxen:
  - Über den Verstärker (ggfs. sogar mit Berücksichtigung der Bassparameter bei der Gegenkopplung des Verstärkers) kann man einen vergleichsweise linearen Frequenzgang erreichen.
  - Üblicherweise stimmt man das System so ab, dass die thermische und mechanische Belastbarkeit im Tieftonbereich gleichzeitig eintreten.

Chassis mit kleiner Gesamtgüte (Qts) (also mehr Auslenkung bei der Resonanzfrequenz) ermöglichen kompakte Lautsprecherboxen.
- Bei Passivboxen:
  - Üblicherweise stimmt man auf einen guten Kompromiss zwischen Impulsverhalten und möglichst tiefem Frequenzgang ab.

Dies ist in etwa bei einer Qts des gesamten Systems von 0,707 (0,6…1,0) erreicht.
Lautsprecher mit kleiner Qts führen auch hier zu kompakten Lautsprechern, allerdings mit weniger Präzision in der Basswiedergabe.

### Bassreflex-Gehäuse

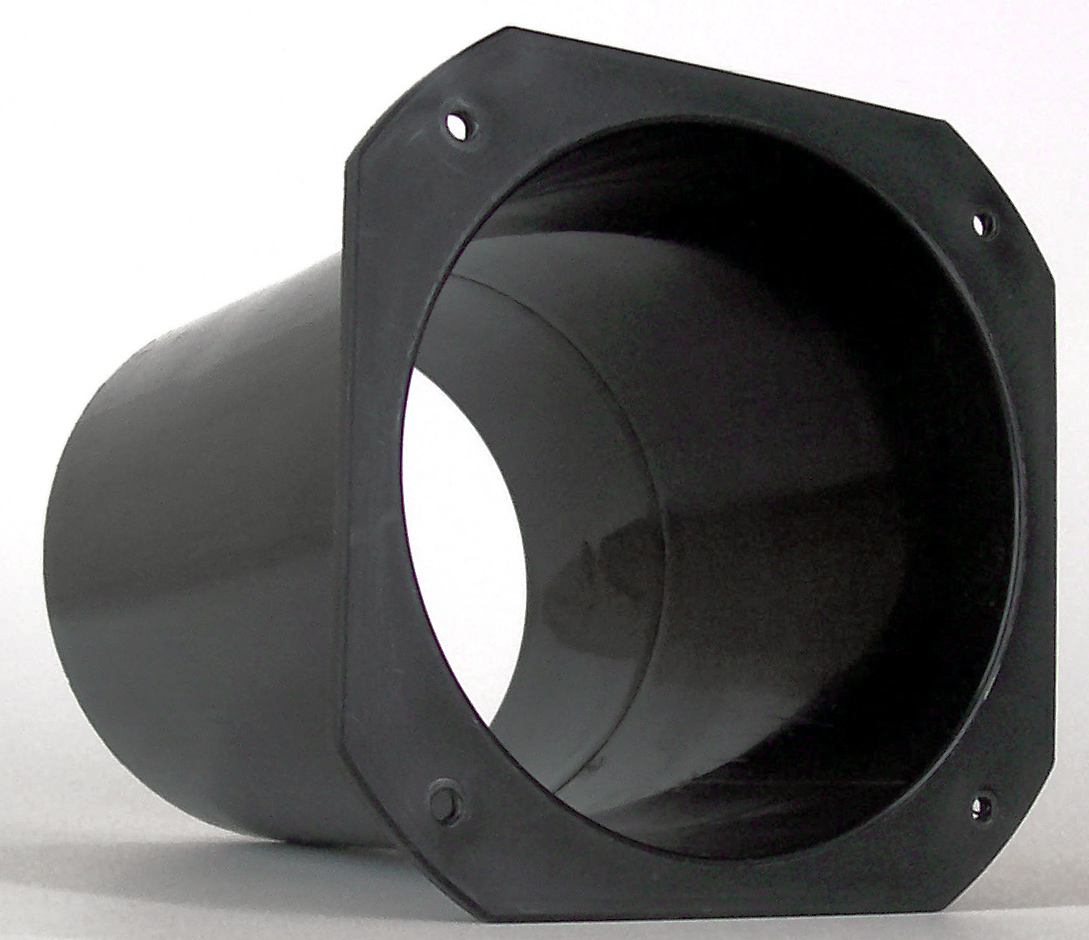
Bassreflex-Röhre

Bassreflex-Gehäuse sind eine spezielle Form von Lautsprechergehäusen für Tiefton-Lautsprecher. Bei dieser sogenannten Bassreflex-Box ist das Volumen nicht abgeschlossen, sondern durch einen Kanal nach außen verbunden. Die Luftmasse in diesem Kanal bildet mit dem Gehäusevolumen einen Resonator (auch Helmholtz-Resonator genannt).
Der Resonator bewirkt eine Erhöhung der Schallabstrahlung im Bereich seiner Serien-Resonanzfrequenz. Praktisch wird einerseits der Schall der Membranrückseite genutzt statt wie beim geschlossenen Gehäuse verworfen. Auf der Reflexresonanz bewegt sich die Membran aber auch kaum, sodass die Leistung zehrenden Gegenkräfte der Einspannung und Masseträgheit nur noch eine untergeordnete Rolle spielen.
Die Abstimmung der Resonanz erfolgt durch das eingesetzte Volumen, die Länge und Öffnungsfläche des Kanals. Diese kann über Experimente, mathematische Näherungsformeln (Abstimmung nach Hoge) oder mit Hilfe von Computersimulation erfolgen. Bei der Simulation werden so genannte Ersatzschaltbilder nach Thiele/Small verwendet. Das Ziel ist ein möglichst linearer Frequenzgang bis zur unteren Grenzfrequenz. Die Verwendung von Bassreflex-Gehäusen ermöglicht es, Lautsprecher (auch Chassis oder Treiber genannt) mit relativ starken elektrodynamischen Antrieben zu nutzen. Der dadurch im Mittelton angestiegene Wirkungsgrad wird durch das Reflexsystem aufgeholt.
Der Wirkungsbereich des Resonators liegt im Bereich 0,75·fb … 2·fb, in diesem Bereich wird der Maximalpegel um mindestens 2,5 dB verbessert. Im Bereich zwischen 0,75·fb und 0,9·fb wird der Hub zwar verringert, er liegt dort aber trotzdem immer noch sehr hoch, so dass als optimaler Arbeitsbereich Frequenzen oberhalb 0,9·fb angesehen werden können.
Asymptotisches Verhalten: 12 dB/oct unterhalb der Resonanzfrequenz, 12 dB/oct unterhalb der Tunnelresonanzfrequenz, 24 dB/oct, wenn beides zutrifft.

#### Vorteile
- Deutlich höherer Schallpegel (bis zu 13,5 dB) im Bereich der untersten Oktave möglich, bzw.
- Erweiterung der Leistungsbandbreite um 1,1 Oktaven (Faktor 2,2)
- Kräftigere Basswiedergabe bei Chassis mit stärkeren Antrieben, deren Frequenzgang sonst durch Gegeninduktion frühzeitig absinkt.
- verschiedene Abstimmvarianten (Hooge, Thiele/Small, Novak, Bullock, …); Frequenzgang und Gehäusegröße bei gegebenem Chassis und Raumverhältnissen vielfältig gestaltbar.

#### Nachteile
- Steilerer Verlauf der Übertragungsfunktion unterhalb der unteren Grenzfrequenz
- Höhere Gruppenlaufzeiten
- Wenn das Chassis Frequenzen überträgt, deren Wellenlänge im Bereich der Tunnels liegt, kommt es zu Tunnelresonanzen, typisch um 500Hz bis 2kHz. Dieses Problem tritt also bei praktisch allen Tiefmitteltönern auf.
- Bei unzureichender Dimensionierung des Tunnels kommt es zu störenden Strömungsgeräuschen.
- Bei Abstrahlung von Schall unterhalb der Resonanzfrequenz des Gesamtsystems kommt es infolge fehlender Federsteifheit des Luftpolsters zu übergroßen Membranauslenkungen bei gleichzeitiger Auslöschung von Schall der Vorder- und Rückseite.

#### Sinnvolle Abstimmung

##### Bei Passivboxen
Es gibt verschiedene Abstimmvarianten aus der Filtertheorie, die zu weitgehend linearem Bassfrequenzgang führen. Diese können als erste Näherung für den Entwurf verwendet werden.

##### Bei Aktivboxen
- Die Tunnelresonanzfrequenz legt den Leistungsfrequenzgang fest, bei festgelegter unterer Leistungsbandbreite berechnet sich diese zu {\displaystyle 1{,}1\times f_{\mathrm {min} }}.
- Aktivlautsprecher baut man meistens kleiner als Passivlautsprecher und entzerrt dann nachträglich den Frequenzgang. Diese Entzerrung beinhaltet praktisch immer einen Schutzfilter 2. bis 4. Ordnung vor Frequenzen unterhalb fmin (der auch einer Passivbox gut zu Gesicht stehen würde, dort aber materialintensiv ist).
- Die Reduktion des Gehäusevolumens ist limitiert durch:
  - im Tieftonbereich erhöhte elektrische Leistung – es muss weiterhin gewährleistet sein, dass die mechanische Überlastung vor der elektrischen auftritt
  - Der Resonatortunnel darf nicht zu lang werden (dieser ist ~1/Vs lang).

### Bandpass-Gehäuse

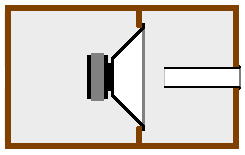
Einfach ventiliertes Bandpass-Gehäuse

Der Name weist auf die Begrenzung des Übertragungsbereichs nach tiefen, aber auch nach hohen Frequenzen hin. Es wird ein Frequenzband wiedergegeben. Der Pegel fällt ober- und unterhalb des Übertragungsbereichs um 12dB/Okt. ab, was jeweils einem Filter von zweiter, also insgesamt vierter Ordnung entspricht. Typisch sind Systeme mit einem effektiven Frequenzband von 30Hz bis etwa 100Hz.
Das Chassis arbeitet zwischen zwei Kammern. Die vordere Kammer ist genauso wie beim einfach ventilierten Bassreflex-Gehäuse über einen Belüftungskanal an die Umgebung angekoppelt, die hintere Kammer weist wie bei einer geschlossenen Box keine Verbindung zur Umgebung auf.
Die vordere Kammer bildet wie bei einer Bassreflexbox einen Helmholtz-Resonator: die Masse der Luft im Kanal und die Federsteife des Volumens bestimmen die Resonanzfrequenz, die Membranbewegung ist auf der Resonanzfrequenz stark reduziert. Dieses Element ist der einzige, effektiv Schall abstrahlende Teil der Konstruktion. Das Volumen der hinteren Kammer trägt lediglich zur Federsteife der Membran bei.
Dementsprechend sind der Wirkungsgrad und der erreichbare Maximalpegel kaum höher als bei einer Reflexbox. Nur bei sehr schmalbandig ausgeführten Bandpässen sind Wirkungsgradvorteile zu erzielen. Dann sind aber auch die Gruppenlaufzeiten entsprechend hoch, welche die Integration in das Gesamtsystem erschweren.
Ein Vorteil ist der fehlende akustische Kurzschluss unterhalb der Helmholtzresonanz, wie er bei einer Reflexbox auftritt. Dadurch kann der Übertragungsbereich schon bei vergleichsweise tiefen Frequenzen beginnen, ohne den erreichbaren Maximalpegel zu sehr einzuschränken. Weil aber zugleich der Wirkungsgrad sinkt, muss eine höhere elektrische Leistung – und die entsprechende thermische Belastbarkeit – im Chassis vorgesehen werden.
Ein weiterer möglicher Vorteil ist die mechanisch eingebaute Bandbegrenzung zu höheren Frequenzen, die einen Filterzug in der Frequenzweiche einspart.

### Doppelt ventiliertes Bandpass-Gehäuse

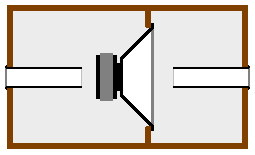
Doppelt ventiliertes Bandpass-Gehäuse

Beim einfach ventilierten Bandpass-Gehäuse wird die in die hintere Kammer abgestrahlte Energie ähnlich wie beim geschlossenen Gehäuse nicht genutzt. Beim doppelt ventilierten Bandpass-Gehäuse wird die Energie beider
Kammern über einen Helmholtz-Resonator ausgekoppelt und abgestrahlt. Für einen breiteren Übertragungsbereich ist es sinnvoll,
die beiden Kammern unterschiedlich groß zu dimensionieren und unterschiedlich abzustimmen. Dadurch kann der Übertragungsbereich
erweitert werden. Genauso wie beim einfach ventilierten Bassreflex-Gehäuse kommt es allerdings unterhalb des Übertragungsbereichs
zu einem steileren Abfall von 36 dB/oct (man spricht vom Bandpass 6. Ordnung), der durch den akustischen Kurzschluss bewirkt wird.
Doppelt ventilierte Bandpass-Gehäuse sind nur zur Übertragung schmaler Frequenzbereiche (max. 1½ Oktaven) sinnvoll einsetzbar. Im Vergleich zu Bassreflex- und Mono-Bandpassabstimmungen, erst zu geschlossenen Gehäusen, weisen sie i. A. einen guten Wirkungsgrad und hohe Maximalpegel auf, aber auch stärkere Verzerrungen des Phasenganges/Gruppenlaufzeit.
Asymptotisches Verhalten: 12 dB/oct unterhalb der Resonanzfrequenz, 12 dB/oct unterhalb der Tunnelresonanzfrequenz, 24 dB/oct, wenn beides zutrifft (und weitere 12dB/oct durch die Eigenschaften des Chassis selbst). Nach oben hin 12 dB/oct Abfall.

### Mehrkammer-Bandpassgehäuse

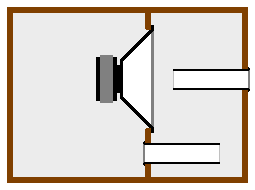
Mehrkammer-Bandpassgehäuse

Es sind auch wesentlich kompliziertere Systeme möglich, deren bekannteste Vertreter die Mehrkammer-Bandpass-Systeme sind.
Deren generelles Problem ist die hohe Gruppenlaufzeit (die Resonatoren benötigen einige Zeit, bis sie sich gegenseitig in Schwingung versetzt haben). Weiterhin kommt es noch meistens zu einem sehr problematischen Frequenzverlauf. Ähnlich wie schon bei den Bandpass-Systemen sind höhere Wirkungsgrade auf Kosten einer schlechten Impulswiedergabe möglich. Häufig wird mit mehreren Chassis gearbeitet. Im Gegensatz zu Mono- und Doppelreflex-Bandpässen kann die Bandbreite des Systems größer gestaltet werden, was insbesondere Massenhersteller in Kombination mit sehr kleinen Satellitenlautsprechern oft nutzen (z. B. Bose).

## Subsonic-Filter
Es ist sinnvoll, auch die Bass-Chassis mit einem Bandpass statt mit einem Tiefpass zu versehen. Frequenzen unterhalb des Übertragungsbereiches führen sonst zu erheblichen mechanischen Belastungen des Chassis, da die immer größeren Wellenlängen enorme Auslenkungen der Membran erfordern. Hersteller vieler Lautsprecher-Chassis geben die maximal mögliche Auslenkung in Millimetern an.
Passive Subsonic-Filter:
- Meistens Hochpässe 1., seltener 2. Ordnung. Die notwendigen Größen (200…500 µF, 20…50 mH) sind meistens kostspielig und besonders bei großen Leistungen problematisch. Verwenden nur wenige Hersteller. Bassentzerrung ist nur in geringem Maße möglich, verbunden ist er mit einer Reduzierung der Impedanz im Wirkungsbereich (Serienschwingkreis). Weiteres Problem ist Temperaturempfindlichkeit der Abstimmung durch Rückwirkungen der TSP-Parameter auf den Filter.

Aktive Subsonic-Filter:
- In Aktivlautsprechern sind Subsonic-Filter üblich. Der Aufwand ist gering, meistens wird eine Bassentzerrung integriert.

Vorteile:
- Die Lautsprecher werden belastbarer
- Geringere Verzerrungen, vor allem bei Anwesenheit von tieffrequenten Störungen (Schallplatte)
- statische oder dynamische Bassentzerrung möglich
- Geringere Gruppenlaufzeit oberhalb des Übergangsbereich.

Nachteile:
- zusätzlicher Aufwand
- Anstieg der Gruppenlaufzeit im Übergangsbereich (bei analogen Filtern)
- Steilerer Abfall des Amplitudenfrequenzganges, völliges Fehlen von Tiefbass bei Kompaktboxen

## Passivmembranen
Als Masse-Elemente für Helmholtzresonatoren kommen neben ventilierten Rohren auch Passivmembranen in Frage. Bei ihnen ist es wesentlich einfacher, die für tiefe Abstimmungen notwendigen Massen zu erreichen.
Vorteile gegenüber Tunneln:
- Keine Strömungsgeräusche
- Keine Eigenresonanzen bzw. Durchlassfrequenzen, wie sie bei Tunneln üblicher Länge auftreten
- Präzisere Basswiedergabe
- Tiefe Abstimmungen auch jenen in Fällen möglich, wo ein Tunnel unpraktikable Ausmaße annehmen würde

Nachteile gegenüber Tunneln:
- Höhere Kosten
- Größerer Platzbedarf an der Außenseite der Box
- Nur für reine Bassboxen (Subwoofer) sinnvoll, da höhere Frequenzen durch die vergleichsweise dünne Membran nach außen dringen

## Verwendung mehrerer Chassis für einen Frequenzbereich

### Reihen- und Parallelanordnung

Reihen- und Antireihenanordnung

Parallelanordnung mit gemeinsamer und Antiparallelanordnung mit getrennten Kammern

Häufig werden für den gleichen Frequenzbereich mehrere Chassis verwendet. Dies kann aus verschiedenen Gründen geschehen:
- Es erhöht die Belastbarkeit, weil sich sowohl elektrische wie mechanische Belastung (gilt nicht bei akustischer Reihenanordnung) reduziert
- Bei Reihenanordnung reduziert sich Vas, was für eine Reduktion des Boxenvolumens hilfreich ist. Gleichzeitig sinkt allerdings der Wirkungsgrad
- Bei Parallelanordnung erhöht sich der Wirkungsgrad bei tiefen Frequenzen
- Antiparallel und Antireihenanordnung: Gerade Klirrkomponenten werden reduziert
- Durch geeignete Ansteuerung lässt sich die Abstrahlcharakteristik besser modellieren (Lautsprecher-Zeile, Unterdrückung rückwärtigen Schalls)

Beachte: Für Antiparallelanordnung sind getrennte Kammern sinnvoll, sie reduzieren Großsignalarbeitspunktverschiebungen.

### Strahlerzeile
In Strahlerzeilen werden alle Chassis gleichphasig angesteuert, die sich daraus ergebende Strahlungskeule ist genauso breit wie die eines Einzelchassis, aber vertikal gestaucht.
Mögliche Modifikationen:
- Verzögerung der inneren Chassis: Die ideale Abhörentfernung (alle Chassis phasengleich) wandert aus dem unendlichen auf eine endliche Entfernung. Für eine 1,6 m hohe Zeile und 8 m Abhörabstand sind die notwendige Verzögerung 117 µs.
- Abkoppeln der äußeren Chassis bei höheren Frequenzen: Normalerweise wird die Keule zu hohen Frequenzen hin immer niedriger, da die Größe relativ zur Wellenlänge steigt. Durch gezieltes Abkoppeln (bis hin zu 1 Chassis) kann man diesen Effekt reduzieren oder eliminieren.

### Mit der Welle mitlaufender Strahler
Eine weiterhin rotationssymmetrische Abstrahlung mit Dämpfung von rückwärtigen und seitlichen Anteilen erhält man durch eine Lautsprecherzeile, die durch eine „Wanderwelle“ in Hörerrichtung angesteuert wird.

## Kugellautsprecher
Die Kugelform bringt innerhalb und außerhalb des Gehäuses Vorteile in der Klangwiedergabe.

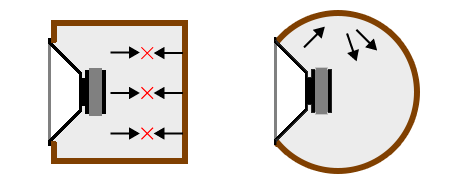
Verlauf der Schallwellen in rechteckigen und runden Lautsprechergehäuse

1. Verlauf der Schallwellen in rechteckigen und runden Lautsprechergehäuse Innerhalb eines kugelförmigen Lautsprechergehäuses entstehen weniger Interferenzen als in rechteckigen Boxen. Genauer gesagt, weniger stehende Wellen, da es keine parallelen Wände gibt.
2. Zudem kann das Gehäuse mit gleichbleibender und homogener Wandstärke ausgeführt werden, dies verteilt Impulse gleichmäßiger über das ganze Gehäuse.

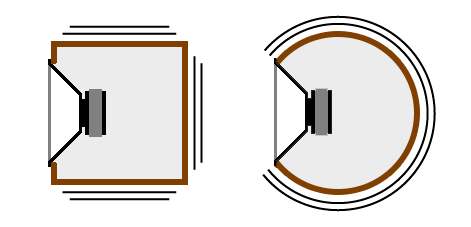
Eigenschwingung von rechteckigen und runden Lautsprechergehäuse

3. Eigenschwingung von rechteckigen und runden Lautsprechergehäuse Die Kugel ist der geometrische Körper, der die geringste Oberfläche im Verhältnis zum Volumen aufweist. Weniger Fläche bedeutet reduzierte unerwünschte Schwingungen des Gehäuses.
4. Bei der Kugelform wird Schallausbreitung, die von der Lautsprecher-Membran ausgeht, nicht durch Ecken und Kanten behindert. Minimiert wird damit das unerwünschte Phänomen des Sweet Spot: der Effekt, dass sich ein ausgewogenes Klangbild nur an einer bestimmten Hörposition einstellt.

Nachteile: Vorteile wie die geringe Eigenschwingung kommen nur bei einer nahtlosen Kugelform zum Tragen. Dies stellt jedoch besonders bei Holz- oder Porzellankugellautsprechern eine Herausforderung in der Produktion dar.

## Hornlautsprecher
siehe Hauptartikel: Horn (Lautsprecher)
Von Hornlautsprechern im Sinn von Lautsprecher-Box spricht man, wenn alle Frequenzbereiche (auch der Bassbereich) lange Hörner benutzen. Je nach Tiefgang der Basswiedergabe sind solche Hörner groß bis riesig.

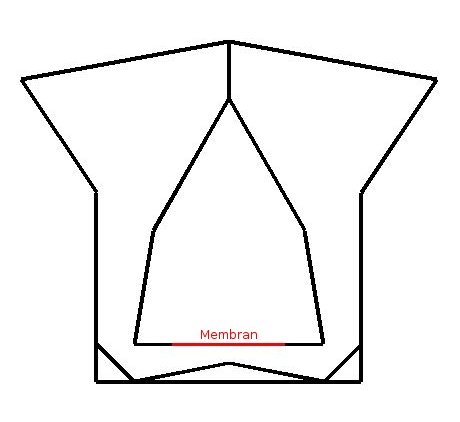
Skizze: gefaltetes Horn (W-Bin)

Man unterscheidet zwischen front-loaded und back-loaded (Lowther) Hörnern. Front-loaded  Hörner arbeiten mit der Rückseite auf einer Druckkammer, die Vorderseite ist an ein Horn angekoppelt. Back-loaded Hörner, nach dem Erfinder auch Lowther-Hörner genannt, strahlen den Frontschall direkt oder über einen (kurzen) Waveguide ab, die Rückseite ist an ein langes Horn angekoppelt, das die Basswiedergabe übernimmt.
Beispiel für ein Horn mit rückwärtiger Kammer und Druckkammer
```
                    Druck- rückwärtige
                    Kammer Kammer
 _______________________________
|  /         \ /    \ /   |     |
| /           V   ,  V |   \ ## |
|/            |   |  | |    >## |
|       ,     |   |  | |   / ## |
|       |     |   |  | |__|_____|
|       |     |   |  | |       /
|       |     |   |  | |      /
|       |     |   |  | |     /
|       |     |   |    |    /
|       |     |   |\___/   /
|       |     |   |       /
|       |     |   |      /
|       |     |   |    _/
|       |     |   |  _/
|       |         |_/
|       \        _/              Hornmund
|        \______/
|
\
|\
| \_
|   \_
|_____\___________________________
```

Beispiel für ein direktstrahlendes Lowther-Horn:
```
 ____________________________
|  /         \ /    \ /  :::|
| /           V   ,  V | ## /    direkt-
|/            |   |  | | ##<   strahlendes
|       ,     |   |  | | ## \   Chassis
|       |     |   |  | |::::|
|       |     |   |  | |:::/
|       |     |   |  | |::/
|       |     |   |  | |:/
|       |     |   |    |/
|       |     |   |\___/
|       |     |   |   /
|       |     |   |  /
|       |     |   | /
|       |     |   |/
|       |         /             Hornmund
|       \        /
|        \______/
|
\
|\
| \_
|   \_
|_____\_________________________
```

Vorteile:
- Hoher bis sehr hoher Wirkungsgrad
- Hohe Endschallpegel erreichbar
- Geringe Membranhübe der Treiber auch im Bassbereich
- Hoher und konstanter Richtfaktor bis ins untere des Grundtonbereichs erreichbar

Nachteile:
- Die Größe des Hornmundes muss im Bereich der maximal abzustrahlenden Wellenlänge liegen, unterhalb dieser Frequenz verliert das Horn an Wirkungsgrad, die Bedämpfung des Treibers durch die Luftlast bricht zusammen. Daher sind für übliche untere Grenzfrequenzen (40 Hz…80 Hz) Hörner riesig. Früher glaubte man durch ein falsch angewandtes Symmetrieargument, man könne die Größe deutlich reduzieren, wenn man Hörner in Zimmerecken oder Zimmerkanten einlässt. Das ist laut modernen Simulationsverfahren nicht der Fall. Vielmehr beträgt das erforderliche Gehäusevolumen bei 40 Hz Grenzfrequenz unabhängig von der Treibergröße um 1000 Liter, die Länge des Hornverlaufs sollte 3 bis 4 Meter, und die Mundfläche sollte einen halben Quadratmeter nicht unterschreiten. Dabei ist zu beachten, dass die Querschnittsaufweitung symmetrisch verlaufen sollten – die übliche Schneckenform ist besonders am Ende weniger geeignet.
- Es sollte auf Grund der unterhalb des Übertragungsbereichs verschwindenden Luftlast ein steiles  Hochpassfilter zum Schutz des Chassis verwendet werden. Das gilt jedoch nur für mathematisch korrekt gebaute Hornlautsprecher. Bei nach Heuristiken gebauten muss jeder Einzelfall gesondert betrachtet werden, weil es keine klar definierte untere Grenzfrequenz gibt. Die Luftlast besteht dann aus eher unregelmäßig verteilten Resonanzen.
- Der über das Horn abgestrahlte Schall hat beträchtliche Signallaufzeiten.
- Unstetigkeiten des Strahlungswiderstandes und bei der Konstruktion angewandte Heuristiken führen zu vergleichsweise sehr starken Welligkeiten im Amplitudenfrequenzgang von mehr als ±10 dB.

Bei (projektiertem) Festeinbau in großen Räumen (Lichtfilmtheater, Konzertsäle) spielt die Größe keine große Rolle mehr. Die Konstruktion wird derzeit durch Simulationsprogramme ermöglicht. Die direkte Lösung der Wellengleichung mit daraus abgeleiteten Formeln tritt in den Hintergrund.